# Benoît Costil
Benoît Guy Robert Costil (* 3. července 1987 Caen) je francouzský profesionální fotbalový brankář, který chytá za italský klub US Salernitana 1919. V roce 2016 odchytal také jedno utkání ve francouzském národním týmu. 

## Klubová kariéra
Costil byl členem A-týmu SM Caen v letech 2005–2009, ale připsal si jen 10 ligových startů. Sezónu 2008/09 strávil na hostování v druholigovém francouzském klubu Vannes OC. V létě 2009 přestoupil do druholigového CS Sedan Ardennes, kde hrál dvě sezóny. V sezóně 2010/11 byl vyhlášen nejlepším brankářem Ligue 2.
14. června 2011 podepsal jako volný hráč (po vypršení smlouvy se Sedanem) tříletý kontrakt se Stade Rennes, vrátil se tak do Ligue 1. V sezóně 2012/13 se dostal s týmem do finále Coupe de la Ligue (francouzský ligový pohár), v němž Rennes podlehlo AS Saint-Étienne 0:1.
Po sestupu z nejvyšší francouzské soutěže přestoupil do týmu AJ Auxerre, který se vrátil mezi francouzskou elitu.

## Reprezentační kariéra
Costil byl členem francouzských mládežnických výběrů od kategorie U17. Zúčastnil se Mistrovství Evropy hráčů do 17 let v roce 2004, který domácí Francie vyhrála, když ve finále porazila Španělsko 2:1. Byl to první titul pro Francii v této věkové kategorii. Za mládežnický výběr U21 nastoupil ve 2 zápasech.
Trenér francouzského reprezentačního A-mužstva Didier Deschamps jej zařadil do finální 23členné nominace na domácí EURO 2016 jako třetího brankáře.